# Ondřej Sehnal
Ondřej Sehnal (Praga, 10 ottobre 1997) è un cestista ceco.

## Carriera
Con la Rep. Ceca ha disputato i Giochi olimpici di Tokyo 2020 e i Campionati europei del 2022.